# Seaborn Reese
Seaborn Reese (* 28. November 1846 in Madison, Georgia; † 1. März 1907 in Sparta, Georgia) war ein US-amerikanischer Politiker. Zwischen 1882 und 1887 vertrat er den Bundesstaat Georgia im US-Repräsentantenhaus.

## Werdegang
Seaborn Reese besuchte eine private Knabenschule im Hancock County. Danach studierte er an der University of Georgia in Athens. Dieses Studium brach er aber ab. Nach einem anschließenden Jurastudium und seiner im Jahr 1871 erfolgten Zulassung als Rechtsanwalt begann er in Madison in seinem neuen Beruf zu  arbeiten. Später zog er zunächst nach Augusta und dann nach Sparta. Von 1872 bis 1874 gehörte er dem Repräsentantenhaus von Georgia an. Zwischen 1877 und 1880 war er Staatsanwalt im nördlichen Gerichtsbezirk von Georgia.
Politisch war Reese Mitglied der Demokratischen Partei. Nach dem Rücktritt des Kongressabgeordneten und früheren Vizepräsidenten der  Konföderierten Staaten, Alexander H. Stephens, der zum Gouverneur von Georgia gewählt worden war, wurde Reese bei der fälligen Nachwahl für den achten Sitz von Georgia als dessen Nachfolger in das US-Repräsentantenhaus in Washington, D.C. gewählt. Dort trat er am 4. Dezember 1882 sein neues Mandat an. Nach zwei Wiederwahlen konnte er bis zum 3. März 1887 im Kongress verbleiben. Zwischen 1885 und 1887 war er Vorsitzender des Ausschusses zur Kontrolle der Ausgaben des Postministeriums.
Nach seinem Ausscheiden aus dem US-Repräsentantenhaus war Seaborn Reese zwischen 1893 und 1900 Richter im nördlichen Gerichtsbezirk seines Heimatstaates. Er starb am 1. März 1907 in Sparta.